# Anteros (mythologie)
Anteros was de Griekse god van de wederliefde, de zoon van Ares en Aphrodite en de broer van Eros uit de Griekse mythologie.
Hij werd aan Eros, die eenzaam was, gegeven om te dienen als knecht van de god der liefde. De letterlijke vertaling van Anteros is dan ook "wederliefde".
Anteros zelf is de god die mensen strafte wanneer ze geen gehoor gaven aan de liefde.